# Station Wierzchucin
Station Wierzchucin is een spoorwegstation in de Poolse plaats Wierzchucin.